# Cratippo di Atene
Cratippo (in greco antico: Κράτιππος?, Kràtippos, in latino Cratippus; Atene, fine V secolo a.C. – IV secolo a.C.) è stato uno storico ateniese.

## Biografia
L'unica testimonianza che ci offre appigli cronologici e documentari per Cratippo è un passo dei Moralia di Plutarco in cui egli è citato, appunto, come ateniese e storico, sicuramente posteriore a Tucidide.

## Opere
Cratippo è conosciuto principalmente per le sue Elleniche (storia greca), una continuazione della Guerra del Peloponneso di Tucidide che arrivava probabilmente fino alla battaglia di Cnido (394 a.C.) o fino alla pace di Antalcida (386 a.C.) e della quale non si è conservato nulla.
Sempre Plutarco ci informa sul contenuto dell'opera:
(Plutarco, De Gloria Atheniensium, 345de - trad. A. D'Andria)
Dal brano plutarcheo si desume, appunto, che Cratippo, come Teopompo e Senofonte, continuò la storia tucididea partendo dal 410, dove il predecessore si era interrotto, fino alla battaglia di Cnido.
In realtà, alcuni studiosi considerano le Elleniche di Ossirinco frammenti di quest'opera. Secondo Luciano Canfora, riprendendo l'ipotesi di Ernst von Leutsch, Cratippo potrebbe essere lo pseudonimo con cui Senofonte pubblicò i primi quattro libri delle sue Elleniche.